# 존 실
존 실(영어: John Seale, 1942년 10월 5일 ~ )은 오스트레일리아의 영화 촬영 기사이다. 《레인 맨》(1988), 《대통령의 연인》(1995), 《잉글리쉬 페이션트》(1996), 《해리 포터와 마법사의 돌》(2001), 《콜드 마운틴》(2003) 등의 영화의 촬영을 담당하였다. 이중 《잉글리쉬 페이션트》는 1996년 그에게 아카데미 촬영상 수상의 영광을 안겨줬다. 2010년 이후 활동이 없다가, 조지 밀러 감독의 《매드 맥스: 분노의 도로》(2015)로 복귀하였다.

## 연출 작품 목록
| 연도 | 제목                                  | 감독                          | 비고                 |
| ---- | ------------------------------------- | ----------------------------- | -------------------- |
| 1983 | 도시의 천재들 BMX Bandits             | 브라이언 트렌처드스미스       |                      |
| 1985 | 목격자                                | 피터 위어                     |                      |
| 1985 | 위트니스                              | 피터 위어                     |                      |
| 1986 | 힛처 The Hitcher                      | 로버트 하먼                   |                      |
| 1986 | 작은 신의 아이들                      | 랜다 헤인스                   |                      |
| 1986 | 모스키토 코스트 The Mosquito Coast    | 피터 위어                     |                      |
| 1987 | 잠복근무 Stakeout                     | 존 배드햄                     |                      |
| 1988 | 레인 맨                               | 배리 레빈슨                   |                      |
| 1988 | 정글 속의 고릴라 Gorillas in the mis  | 마이클 앱티드                 |                      |
| 1989 | 죽은 시인의 사회                      | 피터 위어                     |                      |
| 1992 | 로렌조 오일                           | 조지 밀러                     |                      |
| 1993 | 야망의 함정                           | 시드니 폴락                   |                      |
| 1995 | 대통령의 연인 The American President  | 롭 라이너                     |                      |
| 1996 | 미시시피의 유령 Ghosts of Mississippi | 롭 라이너                     |                      |
| 1996 | 잉글리쉬 페이션트                     | 앤서니 밍겔라                 | 아카데미 촬영상 수상 |
| 1998 | 시티 오브 엔젤                        | 브래드 실버링                 |                      |
| 1999 | 리플리                                | 앤서니 밍겔라                 |                      |
| 2000 | 퍼펙트 스톰                           | 볼프강 페테르젠               |                      |
| 2001 | 해리 포터와 마법사의 돌               | 크리스 콜럼버스               |                      |
| 2003 | 드림캐쳐                              | 로런스 캐스던                 |                      |
| 2003 | 콜드 마운틴                           | 앤서니 밍겔라                 |                      |
| 2004 | 스팽글리쉬                            | 제임스 L. 브룩스              |                      |
| 2006 | 포세이돈                              | 볼프강 페테르젠               |                      |
| 2010 | 페르시아의 왕자: 시간의 모래          | 마이크 뉴얼                   |                      |
| 2010 | 투어리스트                            | 플로리안 헨켈 폰 도너스마르크 |                      |
| 2015 | 매드 맥스: 분노의 도로                | 조지 밀러                     |                      |